# 1654
1654 (MDCLIV) fue un año común comenzado en jueves, según el calendario gregoriano.

## Acontecimientos
- 21 de julio: en la provincia china de Gansu, un terremoto de 7,0 deja un saldo de 30.000 víctimas.
- Portugal reconquista Recife, en manos de los neerlandeses desde 1630.
- El inicio de la guerra entre Moscú y la Mancomunidad Polaco-Lituana causa el fin de la rebelión de Bogdan Jmelnytsky.
- Luis XIV es coronado rey de Francia
- Muere el padre de Baruch Spinoza, reconocido filósofo del siglo XVII

## Ciencia y tecnología
- Experimento de los Hemisferios de Magdeburgo.
- Blaise Pascal realiza una primera aproximación al cálculo de probabilidades.

## Nacimientos
- 10 de diciembre: Giovanni Gioseffo Dal Sole, pintor italiano (f. 1719).
- 22 de enero: sir Richard Blackmore, poeta, religioso y médico británico (f. 1729).

## Fallecimientos
- 6 de febrero: Francesco Mochi, escultor italiano (n. 1580).
- 5 de abril: Lorenzo Garbieri, pintor italiano (n. 1580).
- 10 de junio: Alessandro Algardi, escultor italiano (n. 1598).
- 9 de julio: Fernando IV de Hungría, rey de Hungría y de Bohemia (n. 1633).
- 13 de julio: Francesco Guarino, pintor italiano (n. 1611).